# 歐陽正
歐陽正（1399年—？），字楷正，江西吉安府吉水縣人，民籍。明朝政治人物。進士出身。

## 生平
江西鄉試第二十六名。正統七年（1442年）壬戌科會試第一百三十八名，殿試登進士第三甲第五十七名。

## 家族
曾祖歐陽均民。祖父歐陽從善。父亲歐陽沖霄。